# Дело «Виксена»
Дело «Виксена» — таможенный инцидент на Черноморской береговой линии, связанный с задержанием шхуны Виксен, которая занималась контрабандой оружия в Черкесию, а также вызванный им внешнеполитический конфликт между Российской империей и Британией, произошедший в 1836 году. Рядом источников рассматривается как провокация, организованная по собственной инициативе секретарём британского посольства в Константинополе Дэвидом Урквартом, не имевшим на то прямых указаний из Форин-офиса.

## Предпосылки
По условиям Адрианопольского мирного договора (1829) Российская империя приобрела Черноморское побережье, населённое шапсугами. Однако контроль над этими землями не был полным. Горцы, противостоявшие русским властям, пользовались поддержкой Британии, Франции, польской эмиграции. Из-за рубежа к ним поступало оружие и боеприпасы. Чтобы пресечь эти поставки, 4 марта 1832 года была издана инструкция для черноморских крейсеров, в которой говорилось:
«Для сохранения Российских владений от внесения заразы и воспрепятствования подвоза военных припасов горским народам, военные крейсеры будут допускать по черноморскому восточному берегу иностранные коммерческие суда только к двум пунктам — Анап и Редут-Кале, в коих есть карантин и таможни…»
Великобритания расценила это как нарушение принципа свободы торговли.

## Провокация
В ноябре 1836 года русский военный бриг «Аякс», командир капитан-лейтенант Н. П. Вульф, задержал британскую шхуну «Виксен» в районе порта Суджук-Кале (ныне Новороссийск). На момент задержания с её борта уже было выгружено 8 орудий, 800 пудов пороха и значительное количество оружия.
Это была провокация, организованная первым секретарём британского посольства в Константинополе Дэвидом Урквартом. Кроме него в организации провокации участвовала польская эмиграция в лице Адама Чарторыйского. Экипаж, которым руководил британский агент Джеймс Станислав Белл, получил инструкции отправляться в Суджук-Кале, где встреча с русским крейсером была почти неминуема. Владельцу шхуны предписывалось не избегать её, но, наоборот, всячески искать этой встречи.

## Реакция в Соединенном Королевстве и в России
Как и рассчитывали организаторы провокации, реакция Лондона была резкой. Консерваторы подняли в парламенте вопрос о законности пребывания Черкесии под юрисдикцией Российской империи. Звучали требования угрожать России войной, ввести британский флот в Чёрное море. После гневных заявлений из Лондона Николай I приказал привести в состояние повышенной боеготовности армию и флот. Шхуна «Виксен», в соответствии с инструкцией, была конфискована, а её экипаж выслан в Константинополь.

## Последствия
Конфликт угрожал перерасти в войну между Российской и Британской империями, но к апрелю 1837 года был улажен. Уркварт был отозван в Лондон. Британия не смогла найти континентального союзника для войны с Россией. В официальном ответе правительства и либеральной партии на запрос консерваторов отмечалось, что Россия владеет Черкесией законно, по Адрианопольскому мирному договору. Россия продолжила блокаду восточного побережья Чёрного моря. Конфликт стал одним из значительных эпизодов русско-британского соперничества 30—40-х годов XIX века, повлёкшего за собой Крымскую войну.